# 约翰内斯·伊顿
约翰内斯·伊顿（德語：Johannes Itten，1888年11月11日—1967年3月25日），瑞士表現主義畫家、設計師、教師、作家和理論家；與德裔美籍畫家萊昂內爾·費寧格和德國雕塑家格哈德·马克斯，在德國建築師瓦爾特·格羅佩斯的領導下，為魏瑪包浩斯的核心成員。

## 生平
他受阿道夫·赫尔策尔和弗朗茨·奇热克影響甚深。

伊頓十二色相環（Farbkreis）（1961年）

1919年至1922年間，伊顿任教於包浩斯，負責「形態課程」，指導學生素材特性、組成與色彩等基礎。1920年，他延攬保羅·克利和格奥尔格·穆赫加入包浩斯。同年他出版著作《色彩论》，闡述他對阿道夫·霍爾茨爾色環理論的推衍，提出包含12色的「色環」。